# 櫻花鉤吻鮭
櫻花鉤吻鮭（學名：Oncorhynchus masou formosanus），也称梨山鱒，其他俗名尚有台灣鮭魚、台灣鱒、次高鱒、 Taiwan Yamame、次高山女（p. 88）、台灣陸封型櫻鮭、本邦（泰雅語：、等拼寫法:116,157）和沙拉茅鱒/斯拉茂鱒（原住民泰雅语对梨山称呼的日文轉寫 Saramao masu和汉字二次音译），是位於亞熱帶的台灣內唯一一種冷水性淡水鱼，也是只產於台灣的特有櫻鱒亞種，為末次冰期消退后的孑遺生物。
由於櫻花鉤吻鮭相當稀有且瀕臨絕種，加上它的生活習性迥異於其他魚類，遂得「國寶魚」之美譽。
中華民國中央銀行所發行的新臺幣2000元鈔票，背面印有櫻花鉤吻鮭。

## 簡介
台灣櫻花鉤吻鮭成魚約莫30公分長，幼魚身長約15公分。身體側扁呈紡錘狀，背部青綠色如深綠松石，腹部為銀白色。沿身體兩側有9個垂直橢圓形的深色斑點和11到31個較小的黑點，在交配季節，雄性的身體側面變成深紅色。嘴寬口部斜裂而廣至眼睛下方。
鮭魚是冷水魚類，必須生長在水溫攝氏16度以下的溪流中。而處於亞熱帶的台灣只有在海拔1,500公尺以上的河川上游才可能符合條件。理論上台灣應該不會有鮭魚。櫻花鉤吻鮭原來與一般溫帶的鮭魚一樣，有洄游性，會從大海溯河而上回到牠出生的河流上游交配、產卵。雌魚產卵後不久就會死亡，雄魚則順河而下回到大海。魚卵在河流上游孵化後，稍長會再往下游出海，成熟後又回老家交配、產卵，如此循環不已。大島正滿推論，冰河時期台灣溪流裡的鮭魚也是這樣來回溯河、生生不息。在大約1萬5千年前，冰河期接近尾聲，由於地殼的劇烈升降，台灣地形隆起、氣溫升高，平緩的河川變為陡峭、短急，櫻花鉤吻鮭無法生存，唯獨大甲溪上游相對上平坦的地形，保存了櫻花鉤吻鮭的生活環境，但該溪的中、下游水溫又過高，中游在今天的谷關到德基水庫中間又形成一個小斷層，阻止了櫻花鉤吻鮭洄游大海的機會，於是櫻花鉤吻鮭遂成為「陸封性鮭魚」，由於其在冰河時期來到台灣，因此被稱為「冰河孑遺生物」。另有一說由國立中山大學海洋資源所教授方力行及學生經13年田野調查研究提出，認為冰河時期櫻花鉤吻鮭是在蘭陽溪洄游，經數次河川襲奪後少數魚群被陸封棲身在大甲溪上游，學界對此說法仍有爭議。
在分類學上，現存於七家灣溪之櫻花鉤吻鮭被分類為俗名「櫻鮭」的Oncorhynchus masu。Oncorhynchus masu家族主要分布在環日本海地區，包括日本全島、庫頁島、堪察加半島南部、東西伯利亞與韓國東部的溪流中與沿海。台灣則是唯一分布該種魚類的亞熱帶地區，也是鲑科鱼类在东亚自然分布所及的最南端；与櫻花鉤吻鮭物种形成机制类似，同样是冰川期来自北方、孑遗于东亚暖温带的另两种鲑鱼分别为川陕哲罗鲑和秦岭细鳞鲑。

## 發現與命名過程
1908年，日本人大島正滿在東京帝國大學畢業後到台灣來服務。起先他從事白蟻防治的工作，後來又轉攻淡水魚的研究。1917年，大島到美國史丹福大學跟隨魚類大師大卫·斯塔尔·乔丹攻讀博士学位。同年大島的助手青木赳雄在調查宜蘭一帶淡水魚類時，在叭哩沙（今三星鄉）遇到四季社駐在所的津崎友松警察，談到大甲溪上游比亞南鞍部附近的斯拉茂社（サラマオ社，今梨山），有一種類似日本國內鱒魚的存在，津崎後來並送了一尾用鹽醃製的鮭魚標本給青木。青木當下即向正於史丹佛大學研究的大島報告，但是大島當時並無法實際看到該標本，故無法鑑定其種類。
直到1918年大島回到台灣繪製詳細的魚圖，並敘述其形態特徵為魚身上有「red spots」寄給美國的導師喬丹，共同發表了這個模式標本報告。
1919年6月，大島以日文發表在當時的《台灣農事報》和《台灣博物學報》所記載的學名為Salmo saramao Jordan and Oshima，日文名即為（Saramao masu）意指是在日領期Saramao駐在所採得的鱒魚標本。而大島與喬丹博士1919年11月於美國發表時學名卻為Salmo formosanus，1919年日文與英文兩報告內容與學名都有差異。
1962年，美國加州大學柏克萊分校動物系邊克教授等，比較手邊1960年代採自大甲溪上游的五條標本與1919年發表的模式標本（U23059）和其他的Oncorhynchus屬鮭魚而發表一篇學術研究報告認為有關大甲溪上游鳟魚過去報告內容有描述「有牙齒（基鰓骨齒）」、「無牙齒」、「有紅點」、「無紅點」各種形態。因此，邊克教授等人提出研究報告，認為如果這四種不同性狀都屬於同一種魚，那就應歸類為台灣特有亞種Oncorhynchus masou formosanus；但該報告認為大甲溪上游不像只存有一種鳟魚，甚至有可能存在過三種不同的鳟魚。
2007年，中央研究院執行「數位典藏國家型科技計畫」第二期計畫，在尋回散佚在海外的台灣魚類模式標本計畫內容中，已經把「台灣櫻花鉤吻鮭模式標本 （页面存档备份，存于）」的重新探討，列為計畫重點，希望釐清當年發現史及命名的疑點。

## 保育工作的展開

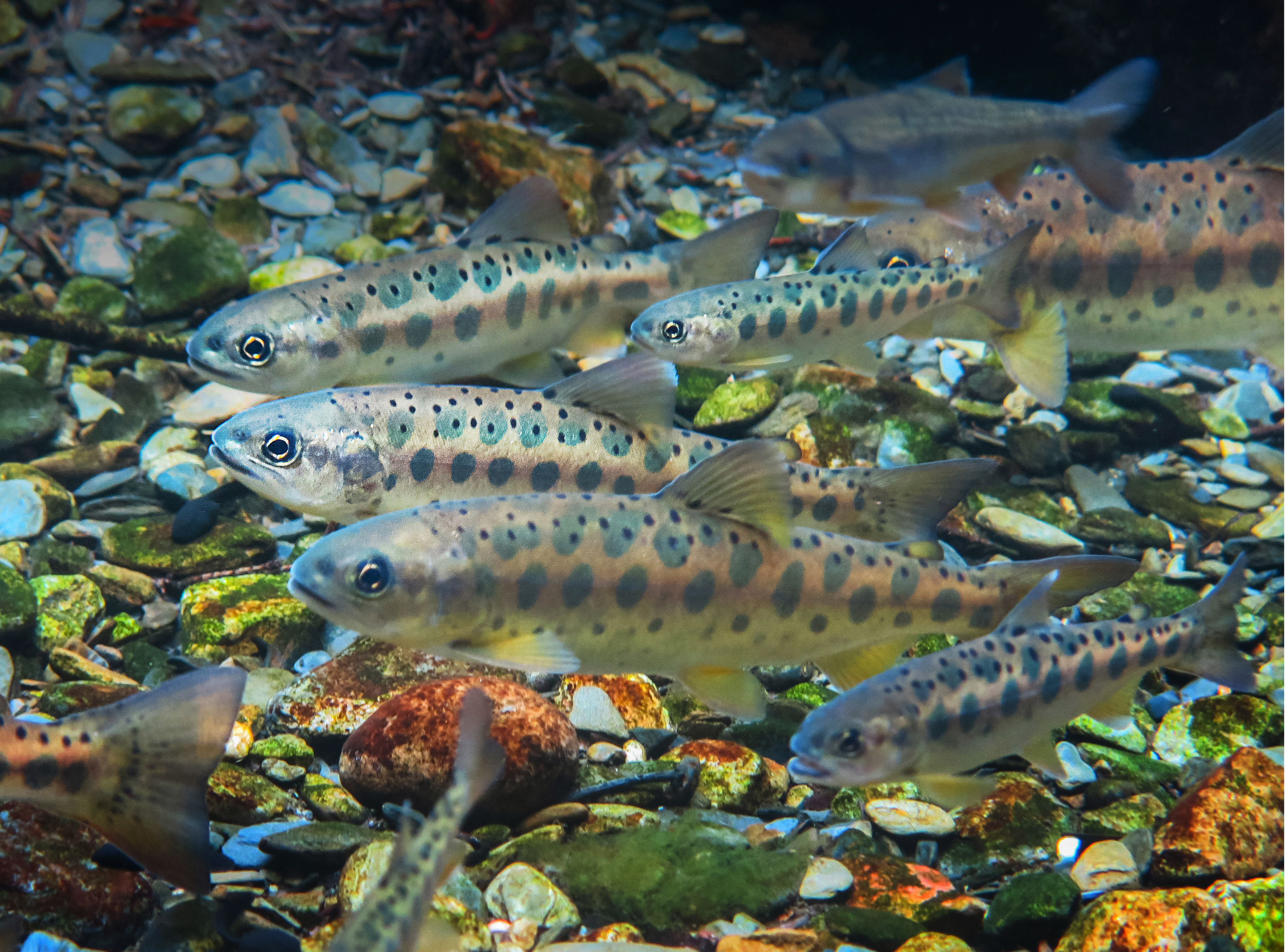
七家灣溪流域的櫻花鉤吻鮭

1938年台灣總督府發行刊物，隨於1941年將撒拉茂鳟指定公告為天然紀念物。二戰後國內漁業界多認為台灣日治時期的天然紀念物便是是日本櫻鳟亞種。但在2005年兩岸魚類研討會中鍾榮峰研析《天然紀念物調查報告》內容而提出不同的論點，認為當時的天然紀念物撒拉茂鳟與虹鳟更相似。
泰雅語稱櫻花鉤吻鮭為、，其棲息地大甲溪上游各支流，為泰雅族志佳陽社群（現漢名環山部落及周邊社群）以及蘭陽溪流域溪頭群匹亞南社群（Pyanan，現漢名南山村及周邊社群，為1959年蔣經國50大壽來此避壽而改稱）的傳統獵區。由七家灣遺址的出土文物顯示，遠古以來，自2000年前的居民，即為部落族人所食用的尋常魚，為重要蛋白質來源。1950年代以前，在七家灣溪、高山溪、有勝溪、司界蘭溪、南湖溪、耳無溪，甚至遠到合歡溪等溪流，各溪流內魚群的數量也很多。自退輔會在七家灣溪經營武陵農場後，周邊也爭相開始濫墾、種果樹、種菜，因為樹都砍光，森林變禿頭，溪流水量變小，短短的數公里河道興建十多道攔砂壩，魚群無法遷移迴流，魚就開始變得漸漸稀少。:38-39,116-117,154-180另也有認為是在中橫公路開通開發果園之後，部落捨棄傳統改用化學毒劑毒魚，在很短的時間內部落所有溪流的魚都不見了，幾乎到了絕種的地步。:56-59
為了對珍貴而日益稀少的國寶魚進行復育的工作，林務局首先在1977年將櫻花鉤吻鮭的棲息地劃為「國有林自然保護區」。1985年，行政院農業委員會接辦自然生態保育工作，開始對實施人工復育及放流工作，以增加溪流鮭魚族群數量。1997年10月1日，正式成立「櫻花鉤吻鮭野生動物保護區」，是當時台灣面積最大的野生動物保護區，以更制度化的方式進行保育工作。經過多年來的努力，目前櫻花鉤吻鮭已能在雪霸國家公園中的七家灣溪悠游自在的生活。
雪山國家公園管理處在司界蘭溪、南湖溪、羅葉尾溪、伊卡丸溪、樂山溪等櫻花鉤吻鮭曾經存在的溪流進行幼魚放流作業，目前已有一定成效。
近年台灣引入虹鱒做為食用魚，因為部分養殖區域與櫻花鉤吻鮭重疊，且有部分個體已出現在野外，對櫻花鉤吻鮭生存可能造成威脅。
由於攔砂壩造成生存河段分割而使得鮭魚無法自由遷徙上溯，整個七家灣溪流域上原有11座攔砂壩（1999－2001年已陸續拆除4座），這些攔砂壩擠在這短短7~8公里的河段，將整個七家灣溪流域切割成一個個小河段，雖然櫻花鉤吻鮭不會洄游，但依然會季節性遷移尋找合適的棲息地。攔砂壩的阻隔也造成臺灣鉤吻鮭近親交配，導致基因窄化的問題。在繁殖時期除了尋覓合適的棲地環境之外，更必須尋求合適的水溫環境。攔砂壩會造成上游河段遭豪雨沖移到下游的鮭魚族群無法上溯回原本的棲息地。這樣的現象將造成上游族群逐漸萎縮，使得大多數族群集中在比較下游的河段，若下游族群自然更新不良，則對整個鮭魚族群將造成大危機。
2020年，根據雪霸國家管理處的野外族群普查，數量共有12,587尾。2023年3月，櫻花鉤吻鮭野外族群數量再創歷史新高，總計15,374尾，是1995年復育時的60倍，逐步達成復育第三階段目標「復原大甲溪上游曾經存在的歷史溪流族群」。

## 外部連結
- 台灣櫻花鉤吻鱒 （页面存档备份，存于） 數位典藏聯合目錄
- 台灣瑰寶：櫻花鉤吻鮭的家
- 孑遺的國寶：台灣櫻花鉤吻鮭
- 櫻花鉤吻鮭野生動物保護區
- 台灣魚類資料庫
- 論台灣鮭魚身世之謎和正名
- 天然紀念物：台灣高地產鳟 – 撒拉茂鳟 （页面存档备份，存于）
- 海峽兩岸魚類研討會C009篇[永久]
- 何宣慶. . 台灣魚類資料庫·魚類學新知. 中央研究院. 2007-11-15. （原始内容存档于2017-02-10）.
- Kottelat, M. . The IUCN Red List of Threatened Species 1996.   [2007年3月18日] （英语）.